# Immersion Corporation
La Immersion Corporation è un'azienda di elettronica statunitense con sede a San Jose, in California (Stati Uniti d'America) fondata nel 1993 da Louis Rosenberg.

## Prodotti
Le tecnologie sviluppate dalla Immersion sono state adottate da aziende quali Nintendo, Sony e Microsoft, e in diversi dispositivi mobili dotati di touchscreen e touchpad per i veicoli o la formazione medica. Secondo il sito web dello United States Patent and Trademark Office, il portafoglio di brevetti della Immersion comprende un totale di oltre 3.200 brevetti rilasciati o pendenti.